# Terremoto de Basileia de 1356

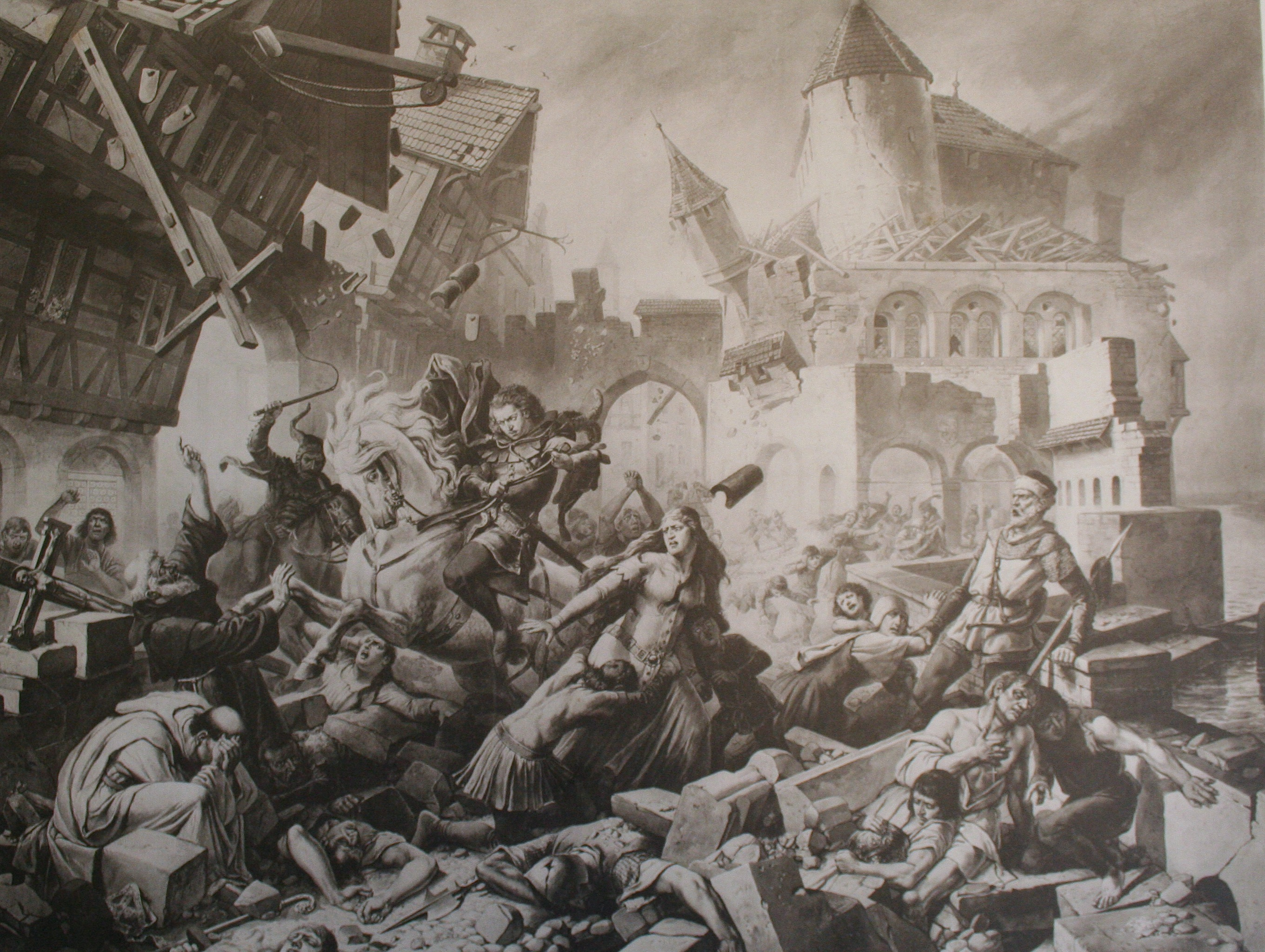
Terremoto de Basileia na visão do pintor suíço Karl Jauslin.

O terremoto de Basileia (Suíça) de 18 de outubro de 1356 foi o mais significante evento sismológico ocorrido na Europa Central na história documentada, tendo alcançado de 6,0 - 7,1 de magnitude de momento. Esse tremor é também conhecido como o "Séisme de la Saint-Luc", pelo motivo de 18 de outubro ser o dia festivo de São Lucas.

## Terremoto
Entre as 19hrs e 20hrs do horário local (UTC +1), acontece um tremor antecessor. Em seguida, em torno das 22hrs, o sismo principal atinge a região seguido de numerosas réplicas ao longo da noite. Basileia experimentou um segundo e muito violento tremor no meio da noite. Dentro de suas muralhas, a cidade foi destruída por um grande incêndio ocasionado pelas chamas das tochas e velas derrubadas no chão das casas de madeira. Apenas no interior da cidade, o número de mortes foi estimado em 300. Todas as maiores igrejas e castelos dentro de um raio de 30 km (19 milhas) de Basileia foram destruídas.
A crise sísmica durou um ano. A modelagem dos dados macrossísmicos sugere que a fonte do tremor teve um sentido leste-oeste, correspondendo com as falhas da Cordilheira do Jura. Por outro lado, estudos paleossismológicos indicam que a causa do terremoto deve-se a uma falha normal, com orientação norte-nordeste a sul-sudoeste e sul de Basileia. A magnitude significativa do evento sugere a existência de uma possível extensão dessa falha sob a cidade.

### Localização
Devido aos registros limitados do evento, uma variedade de epicentros do terremoto foram propostos. Algumas das possíveis localizações incluem falhas abaixo da Cordilheira do Jura ou ao longo da Escarpa de Basileia-Reinach. Outro estudo mostrou que o epicentro poderia ter sido localizado a 10 km (6,2 milhas) ao sul de Basileia. Another study placed the epicenter 10 km (6,2 mi) south of Basel.

### Intensidade
O terremoto foi sentido em Zurique (Suíça), Constança (Alemanha), e até em Île-de-France. A intensidade máxima registrada na escala Medvedev-Sponheuer-Karnik foi IX-X (Destrutivo-Devastador). O mapa macrossísmico foi estabelecido com base em danos reportados em 30 a 40 castelos da região.
Desses dados macrossísmicos, vários estudos foram conduzidos estimando a magnitude de momento do terremoto, levando a resultados em diversos valores de 6,2 (BRGM 1998); 6,0 (GEO-TER 2002); 6,9 (SED 2004) com um relatório sugerindo um alcance entre 6,7 e 7,1; 6,6 (GFZ 2006); e um importante estudo suíço com 21 especialistas europeus, com envolvimento norte-americano, em que quatro sub-grupos estimaram valores de 6,9; 6,9; 6,5 a 6,9 e 6,5 ± 0,5 (PEGASOS 2002-2004). Há também diferentes opiniões sobre quais falhas estavam envolvidas.

## Dano
O terremoto destruiu a cidade de Basileia, na Suíça, localizada no extremo sul do Planalto Superior do Reno, e causou muita destruição em uma vasta região que se estende pela França e Alemanha. Embora grandes terremotos sejam comuns nas bordas sismicamente ativas de placas tectônicas na Turquia, Grécia e Itália, sismos intraplacas são eventos raros na Europa Central. De acordo com o Serviço Sismológico Suíço, dos mais de 10 mil terremotos na Suíça nos últimos 800 anos, apenas meia dúzia desses registrou mais de 6,0 na escala de Richter.

## Ligação externa
- Enciclopédia Católica - A Diocese de Basileia realiza menções ao terremoto. (em inglês)
- Das Grosse Beben von Basel im Jahr 1356 (em alemão)
- Descrição crítica do tremor e suas consequências. (em alemão)
- Preparando um modelo de risco sísmico para a Suíça: A visão do Grupo de Estudos 3 PEGASOS (em inglês)
- "Basileia rememora 650 anos do grande terremoto" - 16 de outubro de 2006 (em português)